# Job 1
Job 1 es el primer capítulo del Libro de Job en la Biblia hebrea o el Antiguo Testamento de la  Biblia cristiana . El libro es anónimo; la mayoría de los estudiosos creen que fue escrito alrededor del siglo VI a. C. Este capítulo pertenece al prólogo del libro, que comprende Job 1:1–2:13.

## Texto
El texto original está escrito en lengua hebrea. Este capítulo se divide en 22 versículos.

### Testimonios textuales
Algunos manuscritos antiguos que contienen el texto de este capítulo en hebreo pertenecen al texto masorético, que incluye el Códice de Alepo (siglo X) y el Codex Leningradensis (1008).
También existe una traducción al griego koiné conocida como la Septuaginta, realizada en los últimos siglos antes de Cristo; algunos manuscritos antiguos que se conservan de esta versión incluyen el Codex Vaticanus (B; {\displaystyle {\mathfrak {G}}}B; siglo IV), el Codex Sinaiticus (S; BHK: {\displaystyle {\mathfrak {G}}}S; siglo IV) y el Codex Alexandrinus (A; {\displaystyle {\mathfrak {G}}}A; siglo V).

## Análisis
Dentro de la estructura del libro, los capítulos 1 y 2 se agrupan como «el prólogo» con el siguiente esquema:
- Job es completamente justo (1:1-5)
- La primera escena del tribunal celestial (1:6-12)
- La primera prueba: la pérdida de las posesiones y la familia (1:13-19)
- La primera reacción de Job ante su pérdida y el veredicto del narrador (1:20-22)
- La segunda escena del tribunal celestial (2:1-6)
- La segunda prueba: las llagas espantosas (2:7-10)
- La llegada y la misión de los amigos (2:11-13)

Toda esta sección precede a las siguientes partes del libro:
- El diálogo (capítulos 3-31)
- Los veredictos (32:1-42:6)
- El epílogo (42:7-17)

El prólogo consta de cinco escenas en forma de prosa (1:1-5; 1:6-12; 1:13-22; 2:1-6; 2:7-13 (3:1)), que alternan entre la tierra y el cielo, y presentan a los personajes principales y la cuestión teológica que se va a explorar.

## Perfil de Job (1:1–5)

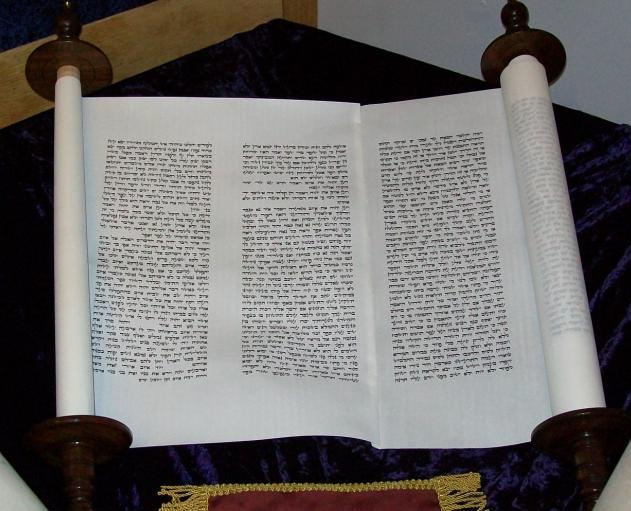
Pergamino del Libro de Job, en hebreo

Tras indicar el lugar de residencia de Job (que hasta ahora no se ha podido identificar con certeza), esta sección proporciona la siguiente información:
- Las cualidades de Job: «íntegro» (en hebreo: tam) y «recto» (yašar) (1:1)
- Las posesiones y el estatus de Job (1:2–3)
- La piedad de Job (1:4–5)

### Versículo 1
Había en la tierra de Uz un hombre llamado Job, que era íntegro y recto, y temía a Dios y se apartaba del mal.
- Tierra de Uz: es difícil determinar su ubicación exacta, pero es significativo que se encuentre fuera de la tierra de Israel, lo que establece el escenario para un debate universal, en lugar de israelita, sobre el tema del libro.[12]
- Job: la mención de su nombre en el Libro de Ezequiel capítulo 14 del Antiguo Testamento (Biblia hebrea) y en la Epístola de Santiago capítulo 5 en el Nuevo Testamento de las Biblias cristianas defiende la historicidad del personaje, pero sin ningún apoyo de documentos antiguos no bíblicos, se le considera un personaje legendario.[13]

Las cualidades de Job se poner de manifiesto en una descripción cuádruple sin parangón:
- irreprochable (en hebreo: tam; cf. Génesis 20:5, 6:1 Reyes 9:4; Salmo 7:8; 25:21; 26:1, 11; 41:12; 78:72)
- recto (en hebreo: yasa, recto, íntegro, justo)
- temeroso de Dios
- [el que] se apartaba del mal[12]

El par de palabras sin culpa y recto es paralelo en el Salmo 37:37. La descripción más crucial es que Job temía a Dios, lo cual es recogido por el Adversario (el Sataná) en versículo 9 como una descripción representativa de la supuesta rectitud de Job. La expresión «temer a Dios/Yahvé» se utiliza en Proverbios 1:7, 29; 2:5; 3:7; 8:13; 9:10; 10:27; 14:2, 26, 27; 15:16, 33; 16:6; 19:23; 22:4; 23:17; 24:21; 31:30; Eclesiastés 5:7: 7:18; 8:12; 12:13; Salmo 15:4; 19:9; 34:9, 11; 111:10.

## Primera conversación (1:6–12)
El pasaje describe una reunión en el cielo, donde se revela el drama oculto para que los lectores comprendan el trasfondo de los acontecimientos que se avecinan, pero que no pueden ser vistos por Job y las personas que lo rodean. Durante esta corte celestial, Dios (en hebreo: YHWH) ensalza la virtud de Job, pero «el adversario» (en hebreo: ha-satan) cuestiona las razones de ello, por lo que recibe permiso de Dios para «intentar apartar a Job de su integridad»; es decir, «Dios está utilizando a Job para demostrar que la teoría de Satanás es errónea».

### Versículo 6
Un día, los hijos de Dios vinieron a presentarse ante el Señor, y el Adversario también vino entre ellos.
- Los hijos de Dios: del בני האלהים, bə-nê hā-’ĕ-lō-hîm.[17][18] Esta frase solo aparece en la Biblia hebrea en Génesis 6:2, 4; Job 1:6; 2:1; 38:7), mientras que hay frases comparables bənê ’ĕlîm en Salmos 29:1; 89:7, y bənê ’ĕlyon en Salmos 89:7.[18] El uso de esta designación fuera de la Biblia, principalmente en los textos ugaríticos, se refiere a la idea de funcionarios que conforman un consejo divino, donde se llevan a cabo los asuntos del cielo.[18]
- El Adversario: del hebreo השטן, hā-śā-ṭān,[17] que puede traducirse como «el acusador» o «el desafiante».[19] Esta palabra en hebreo se ha transcrito tradicionalmente con mayúscula como nombre propio Satanás, lo que lleva a asociarla con el «diablo», llamado «Satanás» en el Nuevo Testamento, que se describe como alguien que intenta sin éxito tentar a Jesús (Mateo 4:1–11) y como alguien que se resiste al dominio de Dios (Apocalipsis 12:9; 20:2, 7–8).[20][21] La palabra se escribe con el artículo definido en hebreo ה, ha, en la Biblia hebrea (incluido en Números 22:22, 32; Zacarías 3:1–2), excepto en 1 Crónicas 21:1, donde solo se utiliza la palabra satan, por lo que parece referirse a una función más que al nombre propio de un individuo.[22]

### Versículo 9
Entonces el Adversario respondió al Señor, diciendo: «¿Acaso Job ha temido a Dios por nada?»
- ¿Acaso en vano: La forma hebrea de esta frase tiene el interrogativo ה, «he», en el adverbio חִנָּם, khinnam (gratis), un derivado del verbo חָנַן khanan («ser misericordioso, mostrar favor») o de su sustantivo relacionado חֵן, khen («gracia, favor»), por lo que el adverbio tiene el sentido de «libre; gratis; gratuitamente; por nada; sin razón».[24]

## Devastación de Job (1:13–22)

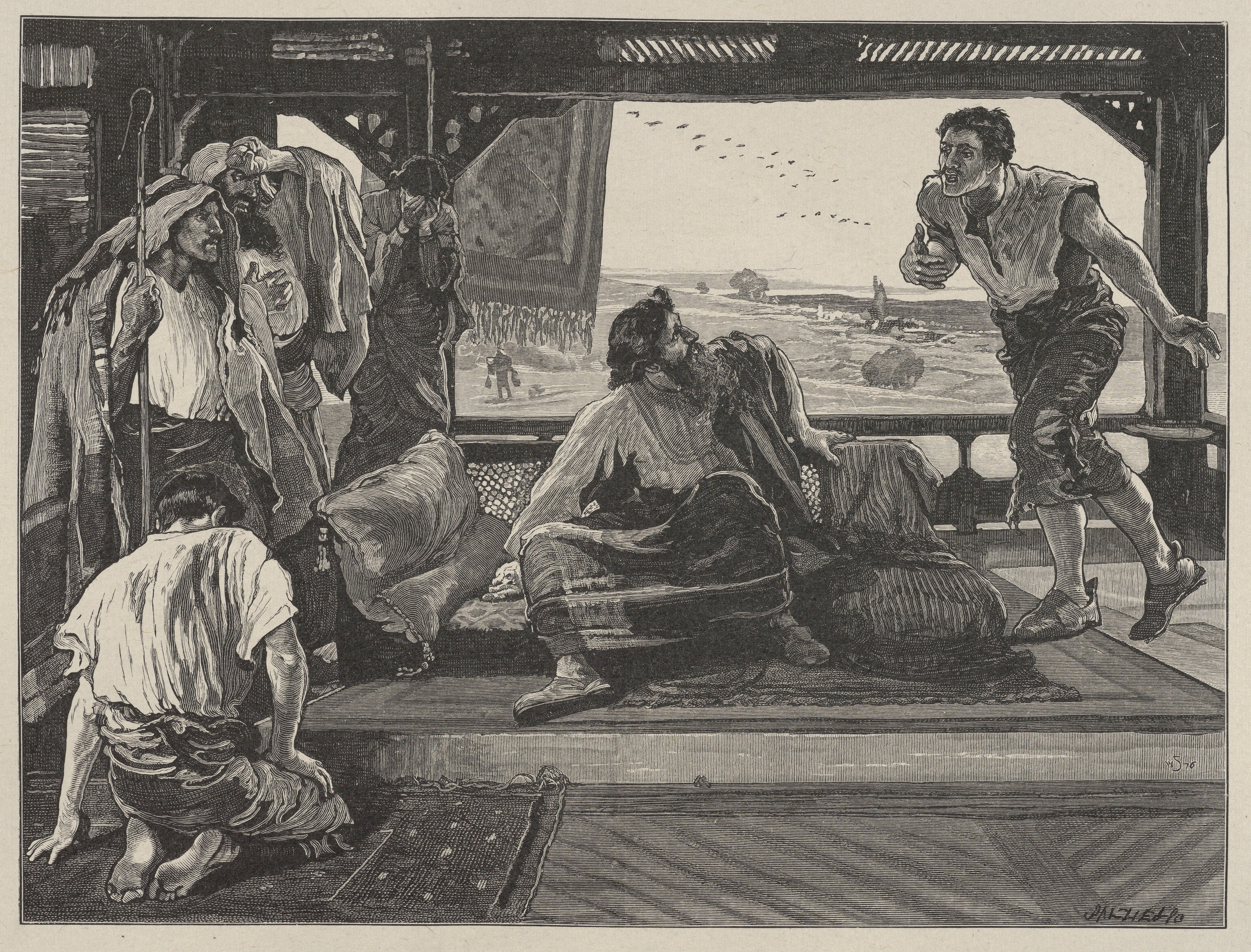
Job recibiendo a los mensajeros, de William Small (Galería bíblica de Dalziel), 1876-1881.

Esta sección enumera una serie de desastres, de diferentes tipos, que se suceden uno tras otro y que se abaten sobre Job, quien solo puede escuchar los informes sin tener conocimiento alguno de la mano del acusador ni de los propósitos de Dios. Los patrones de los desastres tienen una simetría: las pérdidas de las posesiones de Job se alternan entre las causadas por los seres humanos (los sabeos, los caldeos) y las provocadas por causas naturales o sobrenaturales (rayos, torbellinos), cada vez con mayor intensidad: animales más grandes y valiosos y, por último, los más valiosos: los hijos de Job. La respuesta de Job a esta serie de pérdidas (versículos 20-21) lo presenta como un modelo de piedad: el desgarro de las vestiduras (cf. Génesis 37:29; Josué 7:6) y el afeitado de la cabeza (cf. Isaías 15:2; 22:12; Jeremías 7:29; 16:6; 41:5; 47:5; 48:37; Ezequiel 7:18; Amós 8:10; Miqueas 1:16) como un rito común de duelo en la cultura local en la antigüedad. La naturaleza justa de la respuesta de Job es respaldada por el narrador en el versículo 22.

### Versículo 21
Y dijo: «Desnudo salí del vientre de mi madre, y desnudo volveré allí. El Señor dio, y el Señor quitó; bendito sea el nombre del Señor».
- Desnudo: de un adjetivo en hebreo que funciona aquí como «acusativo adverbial de estado, explicativo del estado del sujeto», y aunque incluye el sentido literal de desnudez al nacer, también se utiliza simbólicamente para significar «sin posesiones».[28]
- La afirmación de Job aquí es paralela al versículo 1 Timoteo 6:7 del Nuevo Testamento.[29]

## Comentarios

### De la Iglesia católica

#### A los versículos 1-5
Según la tradición recogida en los libros históricos, los Proverbios y los Salmos, se creía que la prosperidad era fruto del buen comportamiento. Por eso, Job es presentado como un hombre justo y temeroso de Dios, bendecido con riqueza y muchos hijos (v. 1). El número de hijos —siete varones y tres mujeres— simboliza la plenitud, ya que ambos números representan perfección. Al final del libro (cfr. 42,10-15), Dios le devuelve el doble de sus bienes, pero mantiene igual el número de hijos, subrayando su valor simbólico.
Las reuniones periódicas entre los hermanos (v. 4) reflejan tanto bienestar económico como unidad familiar. Además, Job se muestra como un hombre piadoso al ofrecer sacrificios por sus hijos, por si hubiesen pecado (v. 5). La figura de Job se perfila como la de un modelo de virtud, sin datos genealógicos ni referencias precisas a tiempo o lugar, salvo que vivía en Us, una región del sur de Canaán. Esto lo convierte en un ejemplo universal, válido para cualquier persona, más allá de su origen o época.

#### A los versículos 6-12
En el relato, tanto Dios como Satán adoptan comportamientos humanos: Dios aparece como un señor que convoca a su corte (v. 6), mientras que Satán actúa como un inspector que cuestiona la sinceridad de la fe de Job. Su verdadero objetivo no es solo Job, sino la idea misma de la retribución divina. Según Satán, el hombre no es piadoso porque ama a Dios, sino porque recibe beneficios de Él (vv. 9-11), lo que pondría en duda la autenticidad de su piedad, reduciéndola a un interés egoísta.
En este contexto, Satán no representa aún al diablo en sentido pleno, como el ángel caído que busca la perdición del ser humano (cfr. Ap 12,9), sino que cumple la función de acusador ante Dios, como también se ve en Zacarías 3,1. Para una comprensión más amplia de este papel, puede consultarse 1 Crónicas 21,1.
Al igual que Abrahán, cuando fue puesto a prueba con la orden de sacrificar a su hijo (cfr. Gn 22,1-12), Job desconoce que está siendo examinado en su fidelidad. En ambos casos, es Dios quien controla los límites de la prueba: no permite que llegue más allá de lo que ha decidido (v. 12). Los ángeles de Dios mencionados en el versículo 6, traducidos literalmente como hijos de Dios, se presentan como servidores celestiales a disposición de su voluntad.

#### A los versículos 13-22
La desgracia que recae sobre Job ocurre en un solo día (v. 13) y sigue una secuencia rápida y devastadora. Satán ejecuta su plan en cuatro etapas, cada una más grave que la anterior, y cada catástrofe es anunciada por un único sobreviviente. Primero pierde los bueyes y los asnos, luego los rebaños, después los camellos y finalmente, en el golpe más doloroso, a sus hijos. No solo queda sin bienes, sino también sin herederos, lo que lo deja completamente arruinado y sin futuro. Job pasa de ser un hombre rico y respetado a uno en extrema miseria.
La expresión un rayo (v. 16), traducida literalmente como fuego de Dios, no tiene aquí un sentido teológico, sino que se trata de una forma popular de describir un fenómeno natural devastador.

#### A los versículos 20-22
La reacción de Job ante la tragedia se expresa tanto en sus gestos como en sus palabras. Sus actos de duelo, como rasgarse las vestiduras y afeitarse la cabeza, son típicos en la tradición bíblica y reflejan un dolor profundo, tal como se ve en los relatos de José (Gn 37,34) y de David.
Sus palabras, formuladas en forma de poema, revelan una profunda reflexión sobre la fragilidad humana y el poder soberano de Dios. Job reconoce que el ser humano llega desnudo al mundo y así vuelve a él, y que solo Dios tiene la autoridad para dar y quitar. Lejos de rebelarse, acepta con humildad la voluntad divina. San Gregorio Magno resalta esta actitud afirmando que, si Dios nos ha dado generosamente, no debemos lamentarnos cuando Él decide retirarlo.
En el versículo 21, Job pronuncia: «Bendito sea el Nombre del Señor». Las versiones de los Setenta y la Vulgata añaden: «Como Dios ha dispuesto, así ha sucedido», una frase probablemente incorporada más tarde para reforzar la enseñanza universal del texto. El nombre de Dios (Yhwh) aparece tres veces en esta breve declaración, subrayando la fe firme de Job en el Dios de la Alianza y su obediencia sincera a sus designios. Así concluye la primera escena del libro: Job no maldice a Dios como esperaba Satán (v. 11), sino que lo bendice. El narrador deja claro que Job no pecó ni dijo nada insensato, demostrando que Satán estaba equivocado.